# Phialella fragilis
Phialella fragilis is een hydroïdpoliep uit de familie Phialellidae. De poliep komt uit het geslacht Phialella. Phialella fragilis werd in 1938 voor het eerst wetenschappelijk beschreven door Uchida. 